# Радіотелескоп Сан-Жиан
Радіотелескоп Сан-Жиан (англ. São Gião Radio Telescope, порт. Radiotelescópio de São Gião) — рефлекторний радіотелескоп діаметром 9,3 м, найбільший радіотелескоп у материковій Португалії, розташований у парафії Сан-Жиан. Побудований у 2015 році, отримав перше світло в грудні 2015 року.
За оптичною системою є грегоріанським телескопом. Має два трифазних двигуни, які керують наведенням за азимутом та висотою з точністю 0,01 градуса. Головний рефлектор має суцільну тверду поверхню, що робить його придатним для спостереження на високих частотах до 22 ГГц.
Радіотелескоп застосовується для спостереження лінії водню 21 см з нашої галактики та сигналів мазерів з областей зореутворення.